# Gintaras Tamošiūnas
Gintaras Tamošiunas (ur. 8 sierpnia 1976 w Szawlach) – litewski polityk. Poseł na Sejm Republiki Litewskiej.
W 1989 ukończył Gimnazjum nr 11 w Szawlach. W 1991 ukończył Wileńską Szkołę Średnią nr 48. A w latach 1991–1993 uczęszczał do Szkoły Technicznej w Szawlach. W roku 2001 uzyskał tytuł licencjata prawa na Uniwersytecie Michała Römera. Natomiast w 2003 uzyskał na tym samym uniwersytecie tytuł magistra administracji publicznej.
W latach 2002–2004 był specjalistą w Dziale Konserwacji Urzędu Miasta Wilna, a w latach 2004–2005 był kierownikiem działu utrzymania i nadzoru administracji miejskiej Wilna. W 2005 objął stanowisko zastępcy dyrektora Departamentu Bezpieczeństwa Cywilnego i Porządku Publicznego w Urzędzie Miasta Wilno, a w 2011 roku został zastępcą dyrektora Urzędu Miasta Wilna.
W 2012 uczestniczył w wyborach do Sejmu Republiki Litewskiej, został wybrany członkiem Sejmu w okręgu wielomandatowym. Od 2011 roku jest członkiem Partii Pracy i szefem grupy Antokol. W roku 2011 uczestniczył w wyborach samorządowych jako niezależny kandydat w Wilnie. Od 2006 do 2014 był jednym z członków komitetu i zastępcą przewodniczącego Zarządu Miasta Wilno.
Wybrany z ramienia Partii Pracy (Litwa) w wyborach uzupełniających do Sejmu. Od 5 czerwca 2014 członek Sejmu Republiki Litewskiej. Zastąpił Viktora Uspaskicha.